# Église Saint-Apollinaire de Meximieux
Pour les articles homonymes, voir Église Saint-Apollinaire.
L'église Saint-Apollinaire de Meximieux est une église située à Meximieux dans le département de l'Ain.

## Histoire
Une église Saint-Appolinaire est citée sur l'emplacement actuel dès 1183. L'église gothique ainsi que l'ensemble de ses chapelles latérales datent du XVe siècle. Elle est érigée en collégiale en 1515. À partir de 1793, l'édifice est consacré au culte de la Raison et de l'Être suprême ; le culte catholique ne reprend réellement qu'en 1803. La période révolutionnaire voit également la destruction du clocher : il ne sera reconstruit qu'en 1820 puis 1828. Dans les années 1840, l'église est agrandie avec l'adjonction d'une nouvelle sacristie et la construction de la nouvelle chapelle du Saint-Sacrement (côté Nord). En 1905, un incendie détruit une partie de l'édifice. Dans les années 1960, des travaux de rénovation intérieurs sont réalisés.

## Description
L'entrée de l'église donne sur la petite place Blonay sur laquelle se trouve une statue de la Vierge lui faisant face.
À l'intérieur :
- deux rangées de respectivement cinq stalles chacune (en bois) sont classés à l'inventaire général du patrimoine culturel depuis le 3 mai 1905[5] ;
- c'est également le cas d'un calice datant de la seconde moitié du XVIIe siècle[6] qui fut classé à titre d'objet, le 6 octobre 2011 ;
- une plaque en marbre commémore « les enfants de Meximieux morts au champ d'honneur en 1914-1918 »[7].

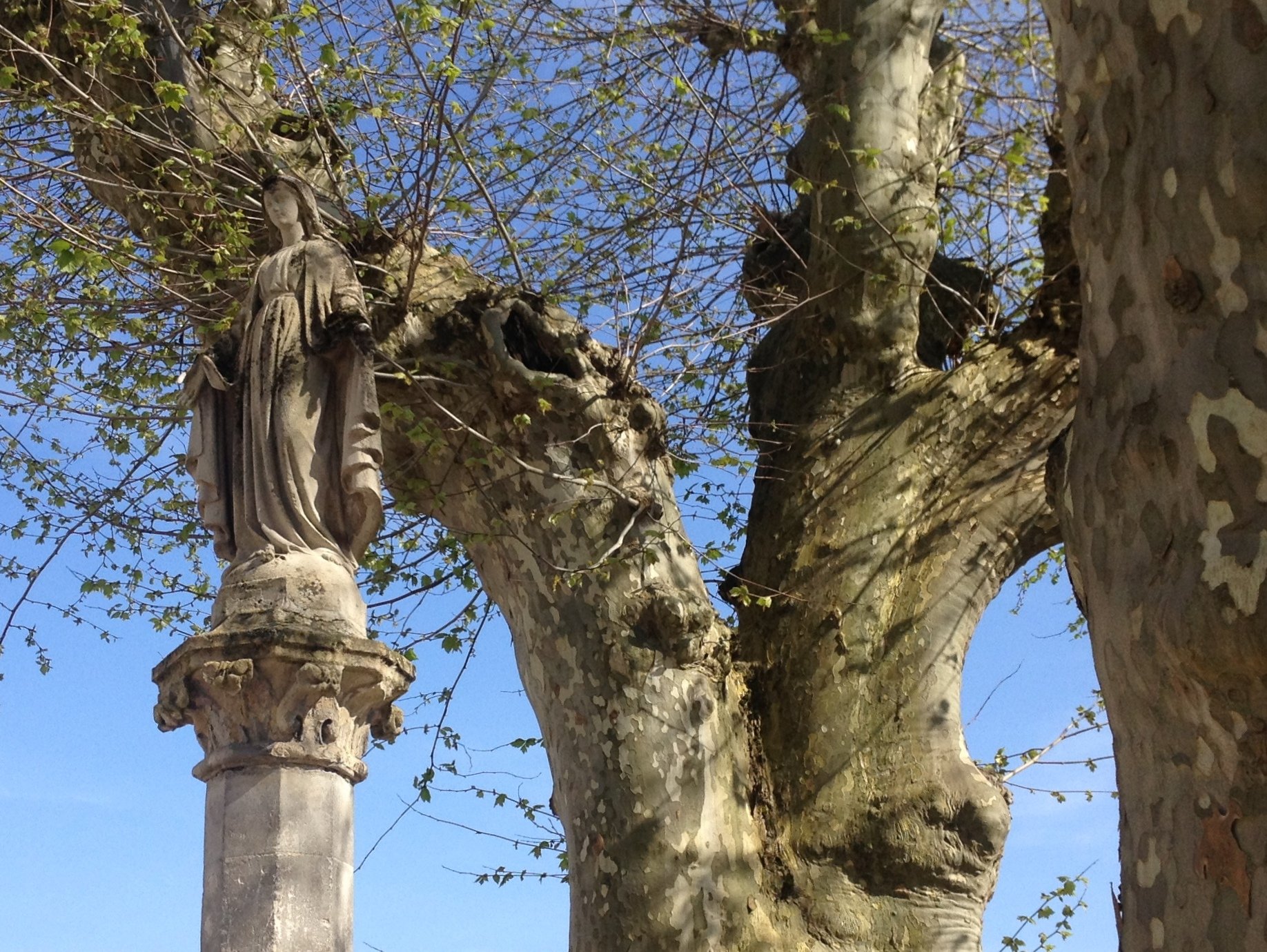
Statue de la Vierge près de l'église.
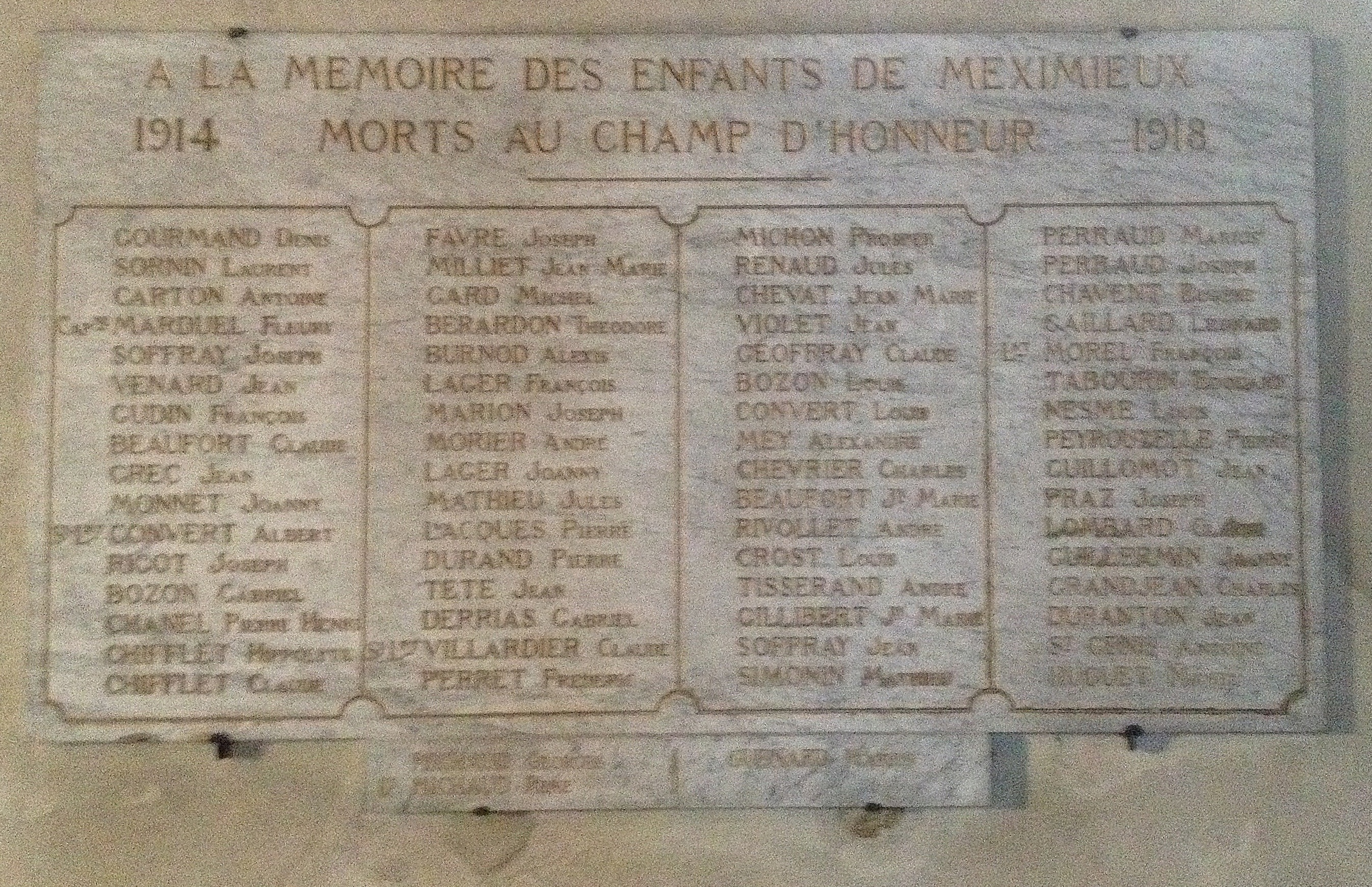
Plaque commémorative 1914-1918.
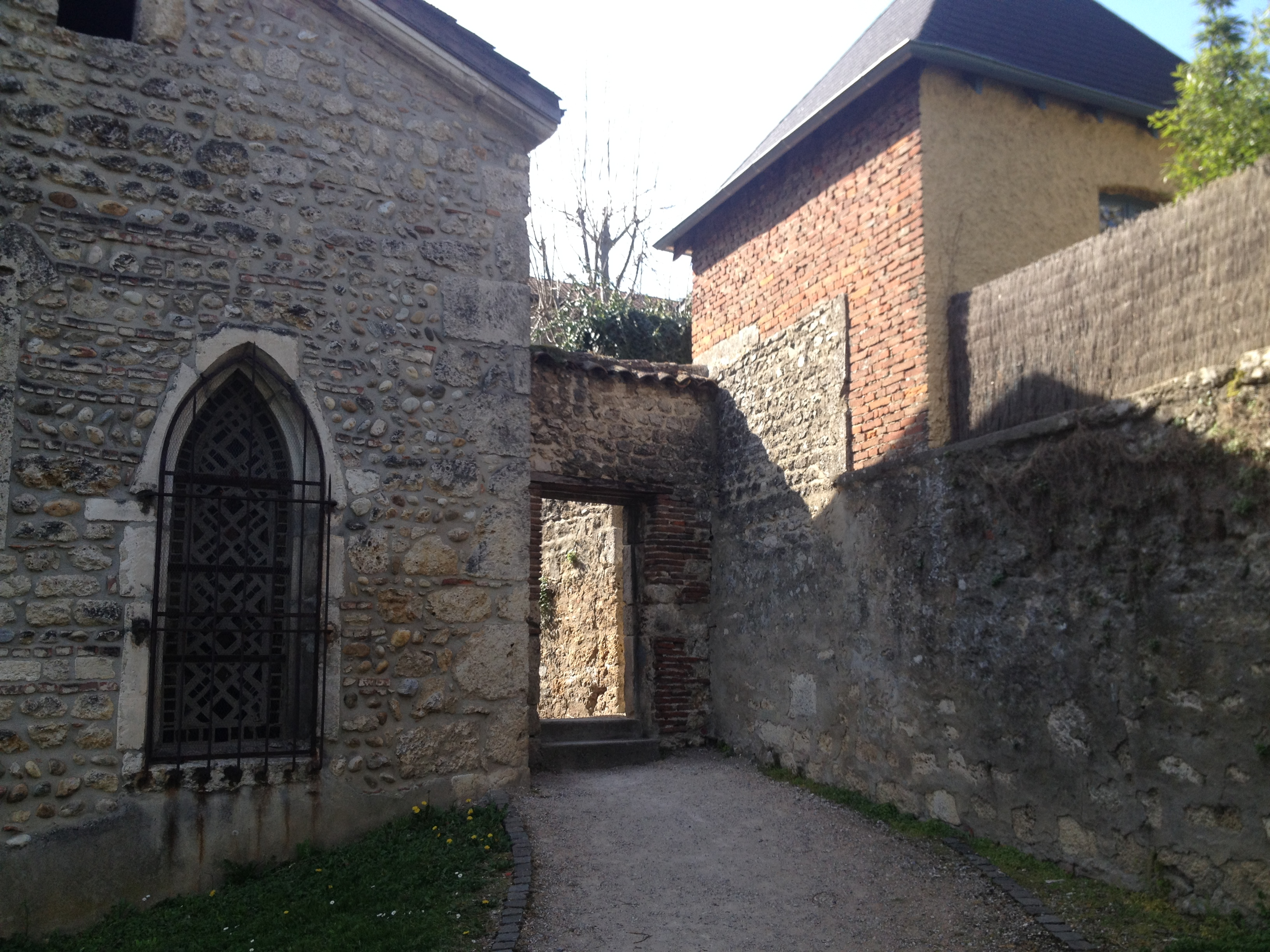
Passage au nord de l'église.